# توسط
الْبَيْنِيَّةُ او التوسط لغة هو الاعتدال. واصطلاحاً: الجريان الجزئي للصوت عند مروره في المخرج عند النطق بحرف من حروف التوسط، وهو صفة بين الشدة والرخاوة.
حروفه خمسة مجموعة في قولهم: لن عمر